# Czumów
Czumów is een plaats in het Poolse district  Hrubieszowski, woiwodschap Lublin. De plaats maakt deel uit van de gemeente Hrubieszów en telt 304 inwoners.